# Sẻ đồng lùn

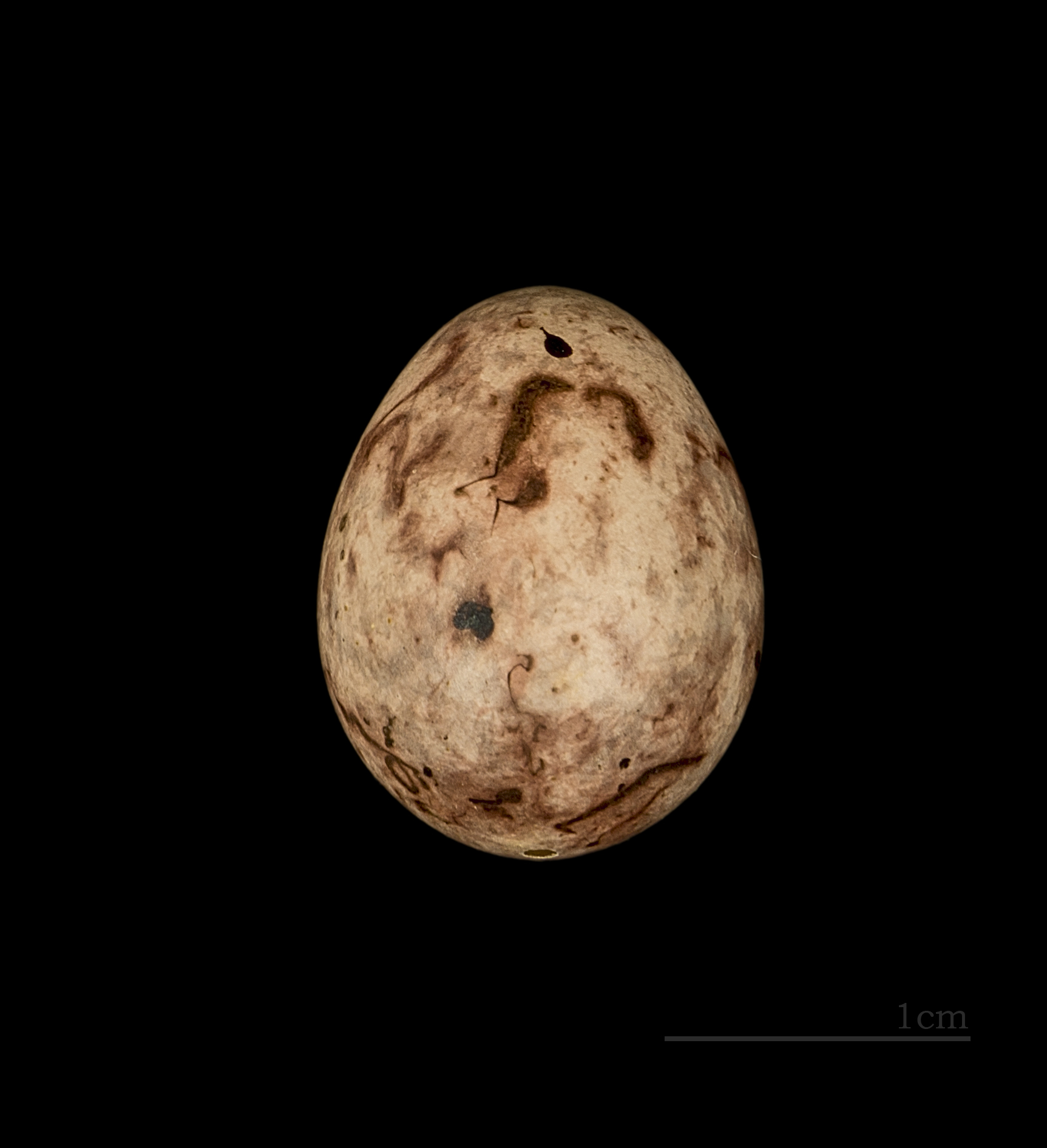
Emberiza pusilla

Emberiza pusilla là một loài chim trong họ Emberizidae.

## Hình ảnh

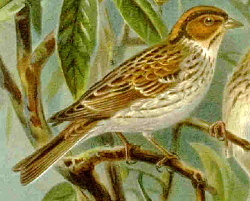
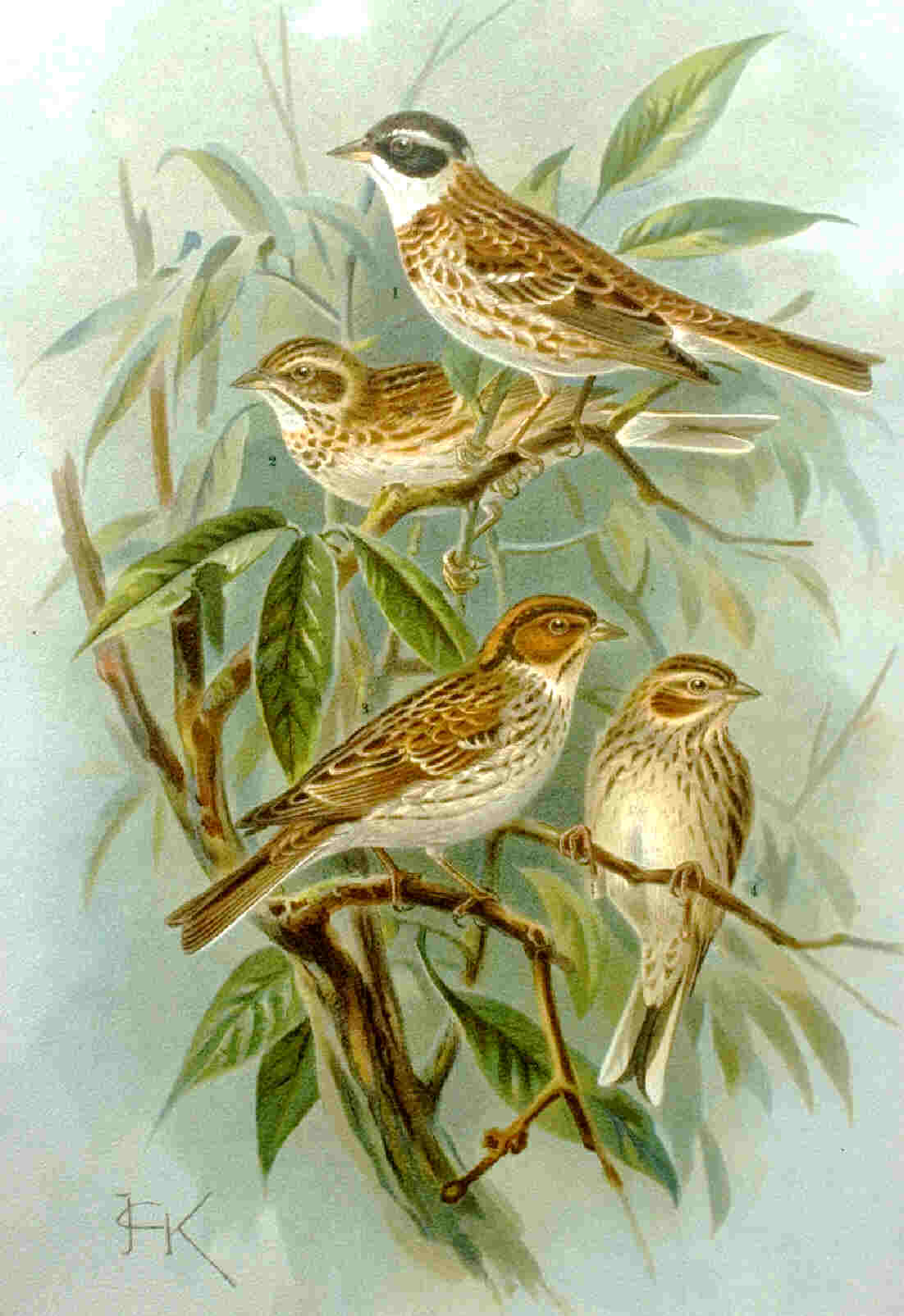